# Željko Ivanek

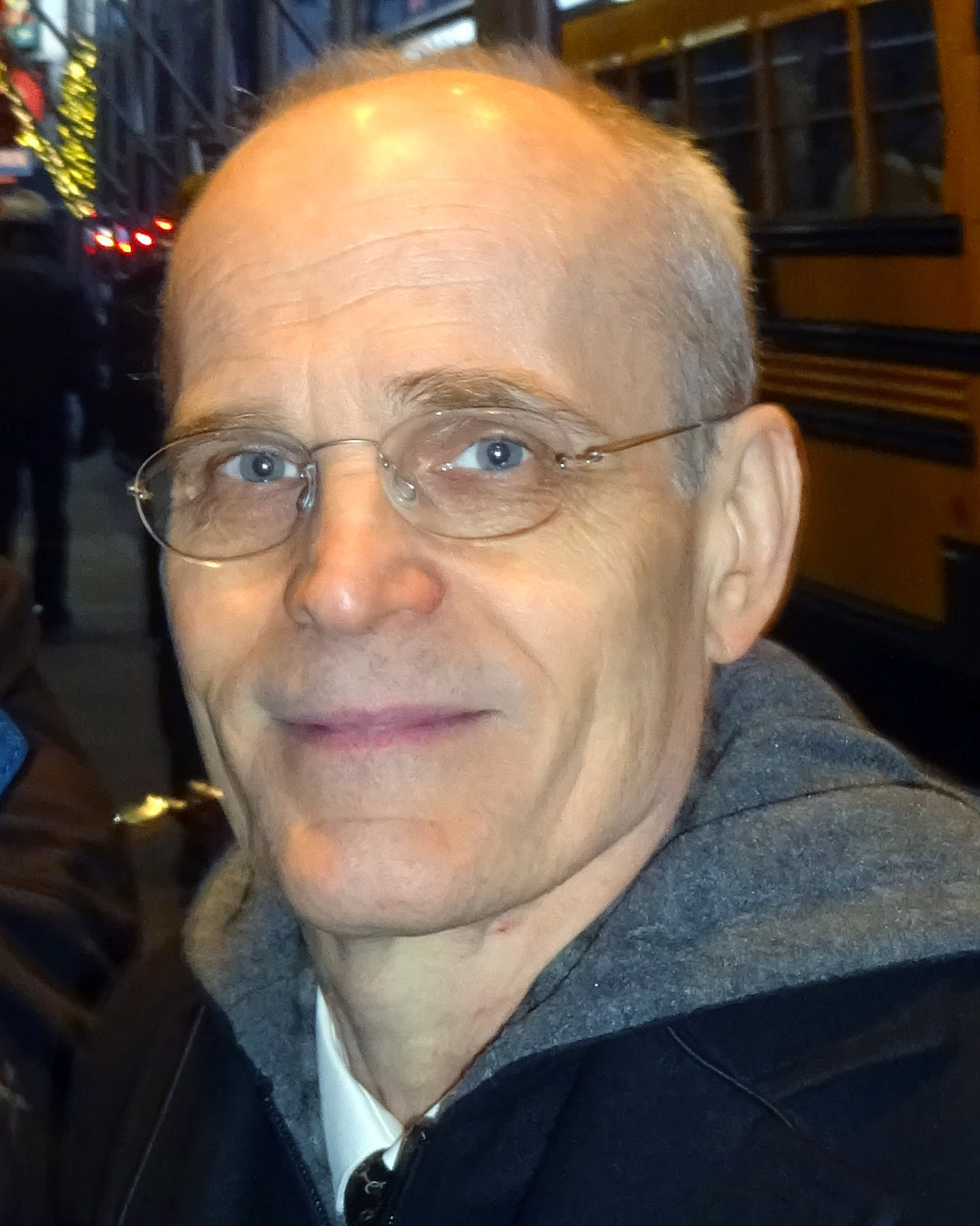
Željko Ivanek (2017)

Željko Ivanek (* 15. August 1957 in Ljubljana, Jugoslawien, heute Slowenien) ist ein slowenisch-US-amerikanischer Schauspieler.

## Leben
Ivanek wurde in der Sozialistischen Föderativen Republik Jugoslawien geboren. Im Jahr 1960 emigrierte er im Alter von drei Jahren mit seinen Eltern in die USA. Nach zwei Jahren zog die Familie wieder nach Jugoslawien, kehrte 1967 aber in die USA zurück. Ivanek graduierte 1978 an der Yale University und besuchte danach die London Academy of Music and Dramatic Art.
Ab Anfang der 1980er Jahre trat er in zahlreichen Film- und Fernsehproduktionen auf. Von 1993 bis 1997 spielte er in der Krimiserie Homicide die Rolle des Ed Danvers. Es folgten profilierte Nebenrollen in Filmen wie Donnie Brasco, Schnee, der auf Zedern fällt, Dancer in the Dark und Black Hawk Down. Einem größeren Publikum wurde Ivanek durch die Rolle des Andre Drazen in der Fernsehserie 24 bekannt, in der er 2002 in 15 Episoden mitwirkte. 2007 wirkte er in der Serie Damages – Im Netz der Macht mit, wofür er 2008 mit einem Emmy ausgezeichnet wurde.
Beginnend mit Brügge sehen … und sterben? folgte eine wiederkehrende Zusammenarbeit mit Regisseur Martin McDonagh, der Ivanek auch in seinen Filmen 7 Psychos und Three Billboards Outside Ebbing, Missouri besetzte. Von 2014 bis 2019 spielte Ivanek in 120 Episoden der Politserie Madam Secretary die Rolle des Stabschefs des Weißen Hauses Russell Jackson.
Auch am Broadway tritt Ivanek auf. 2006 war er in dem Bühnenstück Die Caine war ihr Schicksal von Herman Wouk neben David Schwimmer und Timothy Daly zu sehen. Für diese Rolle wurde er für den Tony Award als bester Hauptdarsteller nominiert.

## Filmografie (Auswahl)
- 1981–1982: The Edge of Night (Fernsehserie, 3 Episoden)
- 1982: Der Söldner (The Soldier)
- 1982: Tex
- 1982: Teuflische Signale (The Sender)
- 1984: Verloren und verdammt (The Sun Also Rises, Fernsehserie, Episode 1x01)
- 1984: Die Auseinandersetzung (Mass Appeal)
- 1987: Chefarzt Dr. Westphall (St. Elsewhere, Fernsehserie, Episode 5x18)
- 1987: Winternacht (Rachel River)
- 1987: Schatten in der Dunkelheit (Echoes in the Darkness, Fernsehserie, 2 Episoden)
- 1990: L.A. Law – Staranwälte, Tricks, Prozesse (L.A. Law, Fernsehserie, Episode 4x16)
- 1991: Alptraum (Aftermath: A Test of Love, Fernsehfilm)
- 1991: Lass mich nicht alleine, Mutter! (Our Sons, Fernsehfilm)
- 1992: Der Außenseiter (School Ties)
- 1993: New Year (Fernsehfilm)
- 1993–1997: Homicide (Homicide: Life on the Street, Fernsehserie, 37 Episoden)
- 1993, 1997, 1999, 2004: Law & Order (Fernsehserie, 4 Episoden)
- 1994: Akte X – Die unheimlichen Fälle des FBI (The X-Files, Fernsehserie, Episode 1x23)
- 1995: Die letzte Hoffnung (My Brother's Keeper, Fernsehfilm)
- 1995: Truman – Der Mann, der Geschichte schrieb (Truman, Fernsehfilm)
- 1995: Mord ist ihr Hobby (Murder, She Wrote, Fernsehserie, Episode 12x05)
- 1996: White Squall – Reißende Strömung (White Squall)
- 1996: Mut zur Wahrheit (Courage Under Fire)
- 1996: Eine Liebe für die Unendlichkeit (Infinity)
- 1996: Jimmys Tod – Und was kam danach? (After Jimmy, Fernsehfilm)
- 1996: Wer ist Mr. Cutty? (The Associate)
- 1997: Chicago Hope – Endstation Hoffnung (Chicago Hope, Fernsehserie, Episode 3x14)
- 1997: Frasier (Fernsehserie, Episode 4x12)
- 1997: Donnie Brasco
- 1997: Millennium – Fürchte deinen Nächsten wie Dich selbst (Millennium, Fernsehserie, Episode 1x17)
- 1997: In letzter Konsequenz (Julian Po)
- 1997: C-16: Spezialeinheit FBI (C-16: FBI, Fernsehserie, Episode 1x03)
- 1997: Ally McBeal (Fernsehserie, Episode 1x05)
- 1997: Players (Fernsehserie, Episode 1x04)
- 1997: Ellen Foster – Ein Kind kämpft um sein Glück (Ellen Foster, Fernsehfilm)
- 1997, 2001, 2002: Practice – Die Anwälte (The Practice, Fernsehserie, 3 Episoden)
- 1997–2003: Oz – Hölle hinter Gittern (Oz, Fernsehserie, 28 Episoden)
- 1998: From the Earth to the Moon (Dokumentarserie, Episode 1x11)
- 1998: Frank, Dean und Sammy tun es (The Rat Pack, Fernsehfilm)
- 1998: Zivilprozess (A Civil Action)
- 1998: Trinity (Fernsehserie, Episode 1x06)
- 1999: Dash and Lilly (Fernsehfilm)
- 1999: Schnee, der auf Zedern fällt (Snow Falling on Cedars)
- 2000: Homicide: The Movie (Fernsehfilm)
- 2000: Dancer in the Dark
- 2000: Emergency Room – Die Notaufnahme (ER, Fernsehserie, Episode 7x08)
- 2001: Hannibal
- 2001: Der Job (The Job, Fernsehserie, Episode 1x06)
- 2001: Black Hawk Down
- 2002: Crossing Jordan – Pathologin mit Profil (Crossing Jordan, Fernsehserie, Episode 1x20)
- 2002: Untreu (Unfaithful)
- 2002: 24 (Fernsehserie, 15 Episoden)
- 2002: Twilight Zone (The Twilight Zone, Fernsehserie, Episode 1x11)
- 2003: Queens Supreme (Fernsehserie, Episode 1x05)
- 2003: Dogville
- 2003: The West Wing – Im Zentrum der Macht (The West Wing, Fernsehserie, 3 Episoden)
- 2003: The Reagans (Fernsehfilm)
- 2004: Touching Evil (Fernsehserie, Episode 1x01)
- 2004: Der Manchurian Kandidat (The Manchurian Candidate)
- 2004: The Jury (Fernsehserie, Episode 1x10)
- 2005: New York Cops – NYPD Blue (NYPD Blue, Fernsehserie, Episode 12x13)
- 2005: CSI: Vegas (CSI: Crime Scene Investigation, Fernsehserie, Episode 5x13)
- 2005: Manderlay
- 2005: The Inside (Fernsehserie, Episode 1x04)
- 2005: Hate (Fernsehfilm)
- 2006: Law & Order: Special Victims Unit (Fernsehserie, Episode 7x14)
- 2006: Bones – Die Knochenjägerin (Bones, Fernsehserie, Episode 1x11)
- 2006: Cold Case – Kein Opfer ist je vergessen (Cold Case, Fernsehserie, Episode 3x16)
- 2006: The Hoax
- 2006: Shark (Fernsehserie, 2 Episoden)
- 2007: Lost (Fernsehserie, Episode 3x07)
- 2007: Stirb langsam 4.0 (Live Free or Die Hard)
- 2007–2010: Damages – Im Netz der Macht (Damages, Fernsehserie, 16 Folgen)
- 2008: Brügge sehen … und sterben? (In Bruges)
- 2008: John Adams – Freiheit für Amerika (John Adams, Miniserie, 2 Episoden)
- 2008: Numbers – Die Logik des Verbrechens (Numb3rs, Fernsehserie, Episode 4x18)
- 2008: Dr. House (House, M.D., Fernsehserie, Episode 5x09)
- 2008, 2010: The Mentalist (Fernsehserie, 2 Episoden)
- 2008–2014: True Blood (Fernsehserie, 5 Episoden)
- 2009: Heroes (Fernsehserie, 12 Episoden)
- 2009–2010: Big Love (Fernsehserie, 12 Episoden)
- 2010–2011: The Event (Fernsehserie, 22 Episoden)
- 2011: Aushilfsgangster (Tower Heist)
- 2012: Der Dieb der Worte (The Words)
- 2012: Das Bourne Vermächtnis (The Bourne Legacy)
- 2012: Argo
- 2012: 7 Psychos (Seven Psychopaths)
- 2012–2013: The Mob Doctor (Fernsehserie, 13 Episoden)
- 2013: White Collar (Fernsehserie, Episode 5x08)
- 2013–2014: Revolution (Fernsehserie, 5 Episoden)
- 2014: Banshee – Small Town. Big Secrets. (Banshee, Fernsehserie, 3 Episoden)
- 2014: The Americans (Fernsehserie, Episode 2x11)
- 2014: Banshee Origins (Fernsehserie, 4 Episoden)
- 2014–2015: Suits (Fernsehserie, 4 Episoden)
- 2014–2019: Madam Secretary (Fernsehserie, 120 Episoden)
- 2015–2017: 12 Monkeys (Fernsehserie, 3 Episoden)
- 2016: X-Men: Apocalypse
- 2017: Three Billboards Outside Ebbing, Missouri
- 2020: Der Spion (The Courier)
- 2021: The Last Duel
- 2022: 20 Years (Now and Then, Fernsehserie, 8 Episoden)
- 2022: So finster die Nacht (Let the Right One In, Fernsehserie, 4 Episoden)
- seit 2023: The Walking Dead: Dead City (Fernsehserie)
- 2024–2025: Law & Order (Fernsehserie, 2 Folgen)